# Voyou (album)
Pour les articles homonymes, voir Voyou.
Albums de Michel Berger
Dreams in Stone
(1982) Différences
(1985)
Singles
1. Voyou
Sortie : février 1983
2. Les Princes des villes
Sortie : novembre 1983
3. Lumière du jour
Sortie : 1983 (single promo)

Voyou est le 7e album studio de Michel Berger sorti en 1983 chez WEA-Apache. 

## Historique
Après l'échec commercial de Dreams in Stone en 1982, conçu pour une comédie musicale américaine qui n'a jamais vu le jour, Michel Berger retourne à la variété française en composant cet album qui se singularise, pour certains titres, par l’apparition de synthétiseurs dans la production de l'auteur-compositeur-interprète. Marqué par les titres Voyou, La Minute de silence, Les Princes des villes, Lumière du jour, et Diego libre dans sa tête (qu'il a composé pour l'album Tout pour la musique de France Gall de 1981), le disque sera certifié disque d'or en 1984 pour 100 000 exemplaires vendus.

## Titres
Toutes les chansons sont écrites et composées par Michel Berger.
| 1.    | Voyou                    | 4:38 |
| 2.    | La Minute de silence     | 4:27 |
| 3.    | Incorrigible             | 4:38 |
| 4.    | Mandoline                | 4:41 |
| 5.    | Les Princes des villes   | 6:43 |
| 6.    | Lumière du jour          | 3:54 |
| 7.    | Squatter                 | 5:50 |
| 8.    | Diego libre dans sa tête | 2:38 |
| 37:19 |                          |      |

## Fiche technique

### Crédits
- Michel Berger : chant, piano, chœurs
- Jannick Top : basse
- Claude Salmiéri : batterie
- Claude Engel : guitares
- Georges Rodi : synthétiseurs
- France Gall : chœurs
- Jean-Pierre Janiaud : chœurs
- Daniel Balavoine : chœurs sur La Minute de silence
- Randy Brecker : trompette
- Michael Brecker : saxophone
- Patrick Bourgoin : saxophone
- Tom Malone : trombone

### Équipe de production
- Jean-Pierre Janiaud, assisté d'Olivier Do Esprito Santo : prise de son, mixage, collaboration artistique
- Eva Sereny : photographie
- Stan Levy : conception graphique
- Michel Berger : production

## Classements et certifications
| Classement (1983) | Meilleure position |
| ----------------- | ------------------ |
| France (SNEP)     | 22                 |

| Pays          | Certifications | Date | Ventes  |
| ------------- | -------------- | ---- | ------- |
| France (SNEP) | Or             | 1984 | 100 000 |